# ABP Ananda
ABP Ananda，是印度ABP集團旗下位於西孟加拉邦加爾各答的免費孟加拉語新聞頻道，該頻道成立於2005年6月1日，前身為 STAR Ananda。是星空傳媒印度（今迪士尼星空）和ABP集團的合資成立的電視頻道。2012年6月1日，ABP集團完全控制該頻道後，更名為 ABP Ananda。